# Gomilci
Gomilci – wieś w Słowenii, w gminie Destrnik. W 2018 roku liczyła 56 mieszkańców.